# SpongeBob SquarePants: The Yellow Avenger
«SpongeBob SquarePants: The Yellow Avenger» (с англ. — «Жёлтый Мститель») — видеоигра по мультсериалу «Губка Боб Квадратные Штаны», изданная компанией «THQ» в 2005 (NDS) и 2006 (PSP) годах.

## Сюжет
Губка Боб при ношении пояса Морского Супермена приобретает супергеройские силы. Однако по сюжету Боб случайно помещает Грязного Пузыря вместе с поясом в стиральную машину, из-за чего Пузырь расщепляется на бесчисленное количество себе подобных. В ходе игры Губке Бобу предстоит с помощью супергеройских сил остановить таких злодеев (помимо Грязного Пузыря), как Мэн Рэй, Джамбо-Креветка, Скользкий Слизень.
Игра делится на акты, каждый из которых имеет определённого злодея, который пытается устроить беспорядки в Бикини-Боттом: например, Мэн Рэй хочет затопить Гу-Лагуну.

## Отзывы
На сайте Metacritic NDS-версия получила смешанные отзывы, набрав 67 % на основе 5 рецензий, а PSP-версия была принята более прохладно и получила 48 % на основе 9 рецензий.
Эд Льюис из IGN высоко оценил графику и музыкальное сопровождение PSP-версии, но раскритиковал за «скучные» звуковые эффекты, запутанное меню, отсутствие инструкции, экран загрузки.
Марк Никс из IGN дал положительный отзыв NDS-версии, сравнивая игровой процесс с игрой «Indiana Jones and the Fate of Atlantis». Никс назвал игру «визуальной обработкой» и похвалил её за использование сенсорного экрана системы для творческого взаимодействия с объектами. Тем не менее, Никс раскритиковал игру за сложный геймплей.
| Сводный рейтинг | Сводный рейтинг |
| Агрегатор       | Оценка          |
| --------------- | --------------- |
| GameRankings    | 58,45 %         |